# Groede

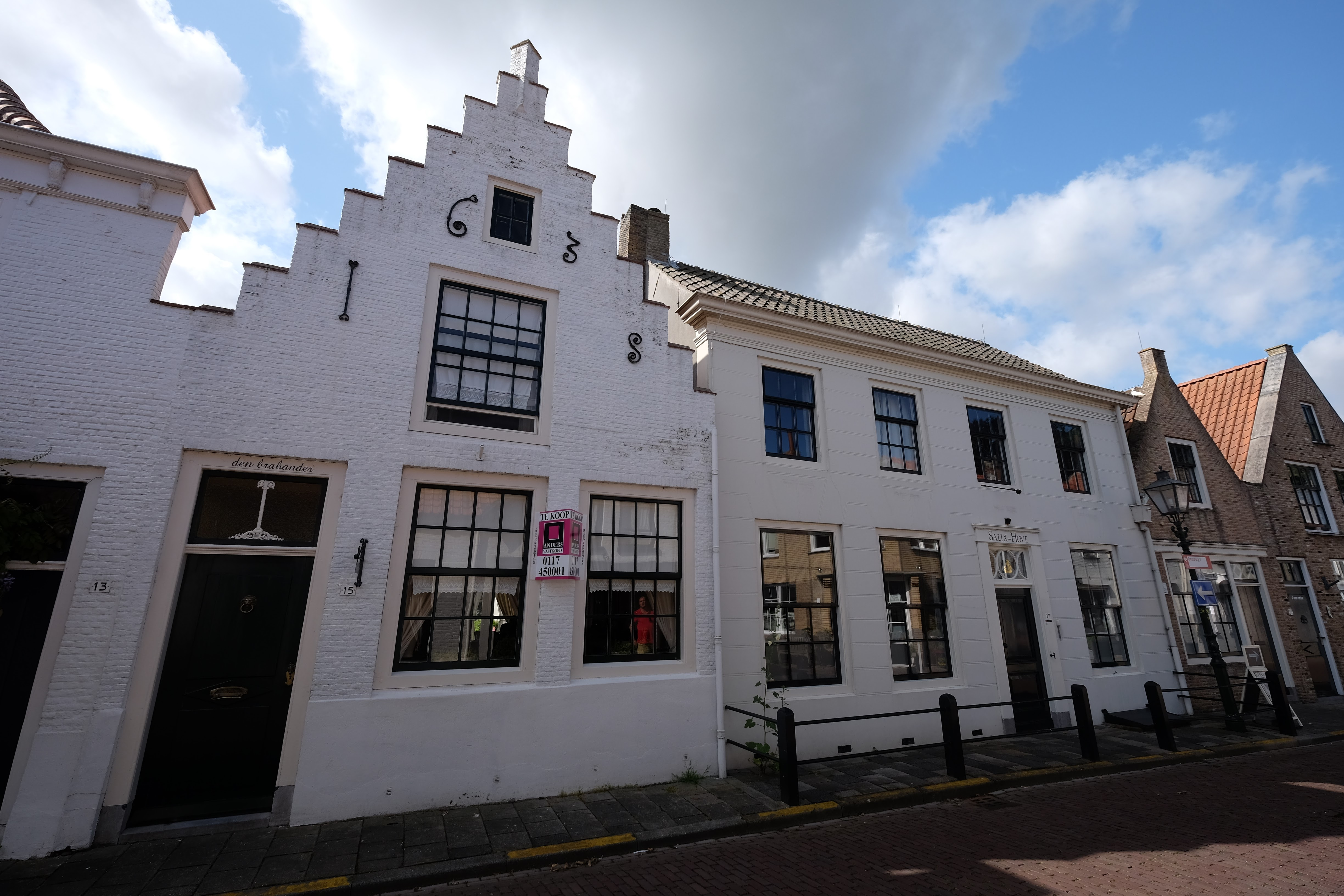
Edifici antichi a Groede

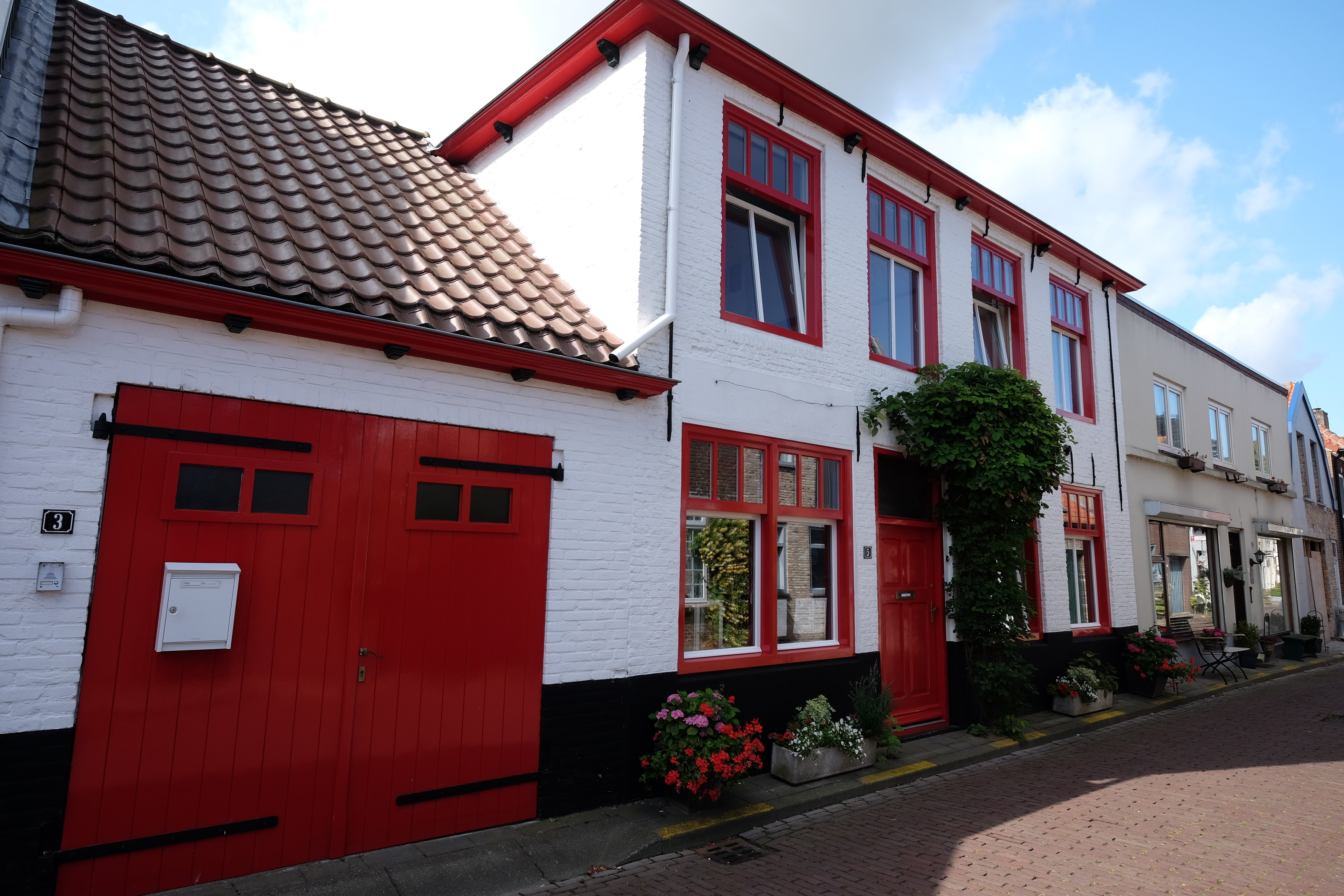
Altri edifici storici a Groede

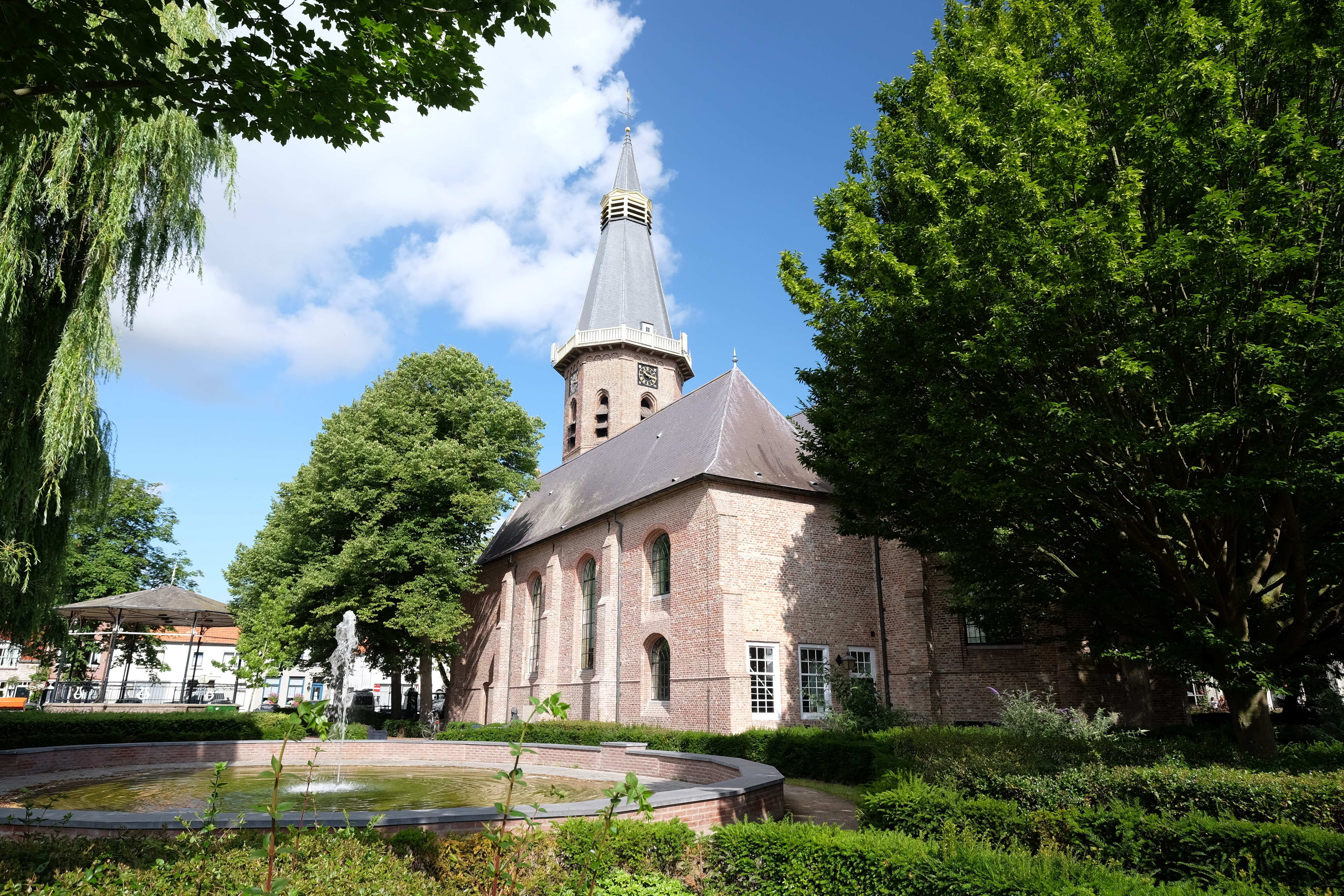
Groede: la Grote Kerk

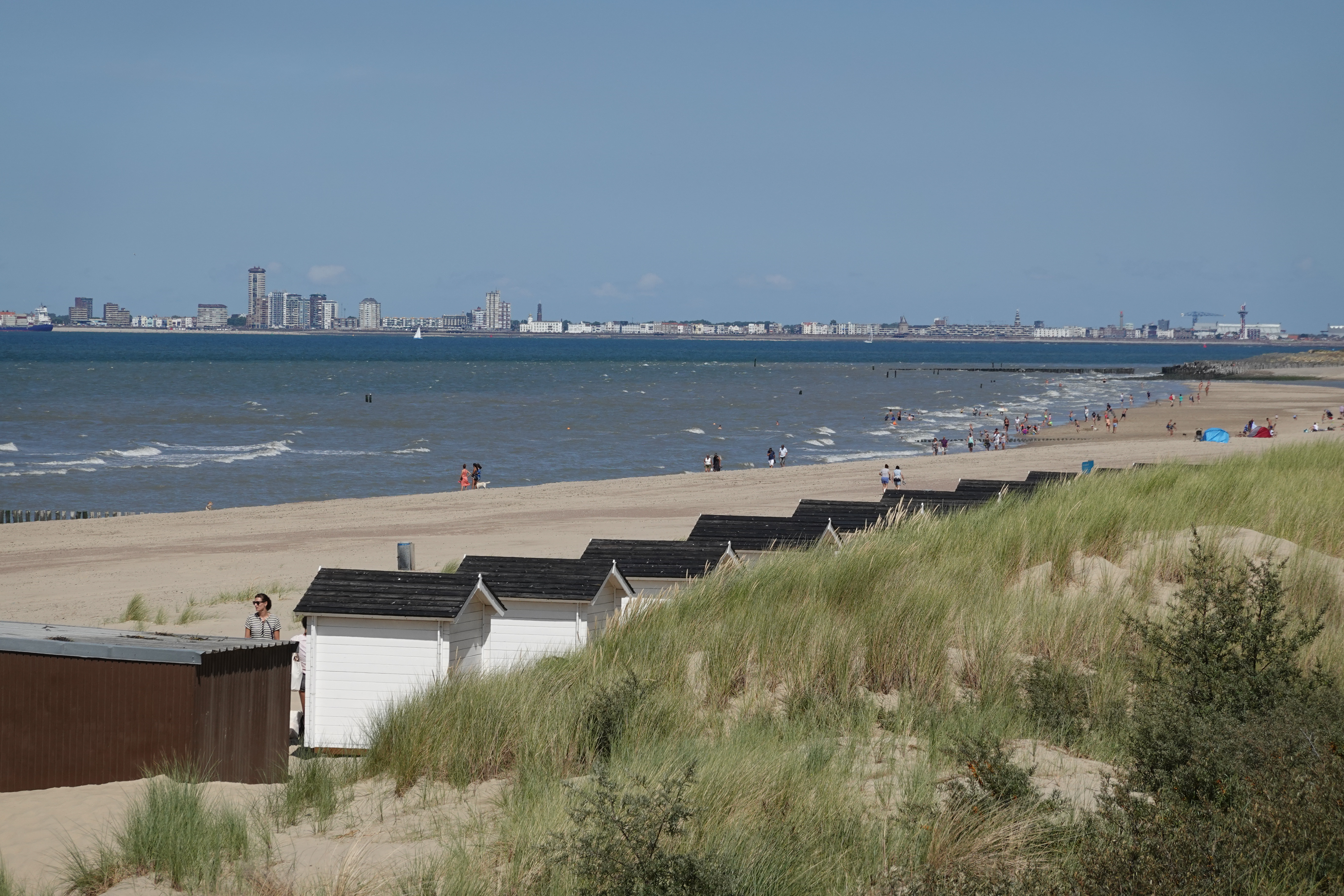
Spiaggia di Groede

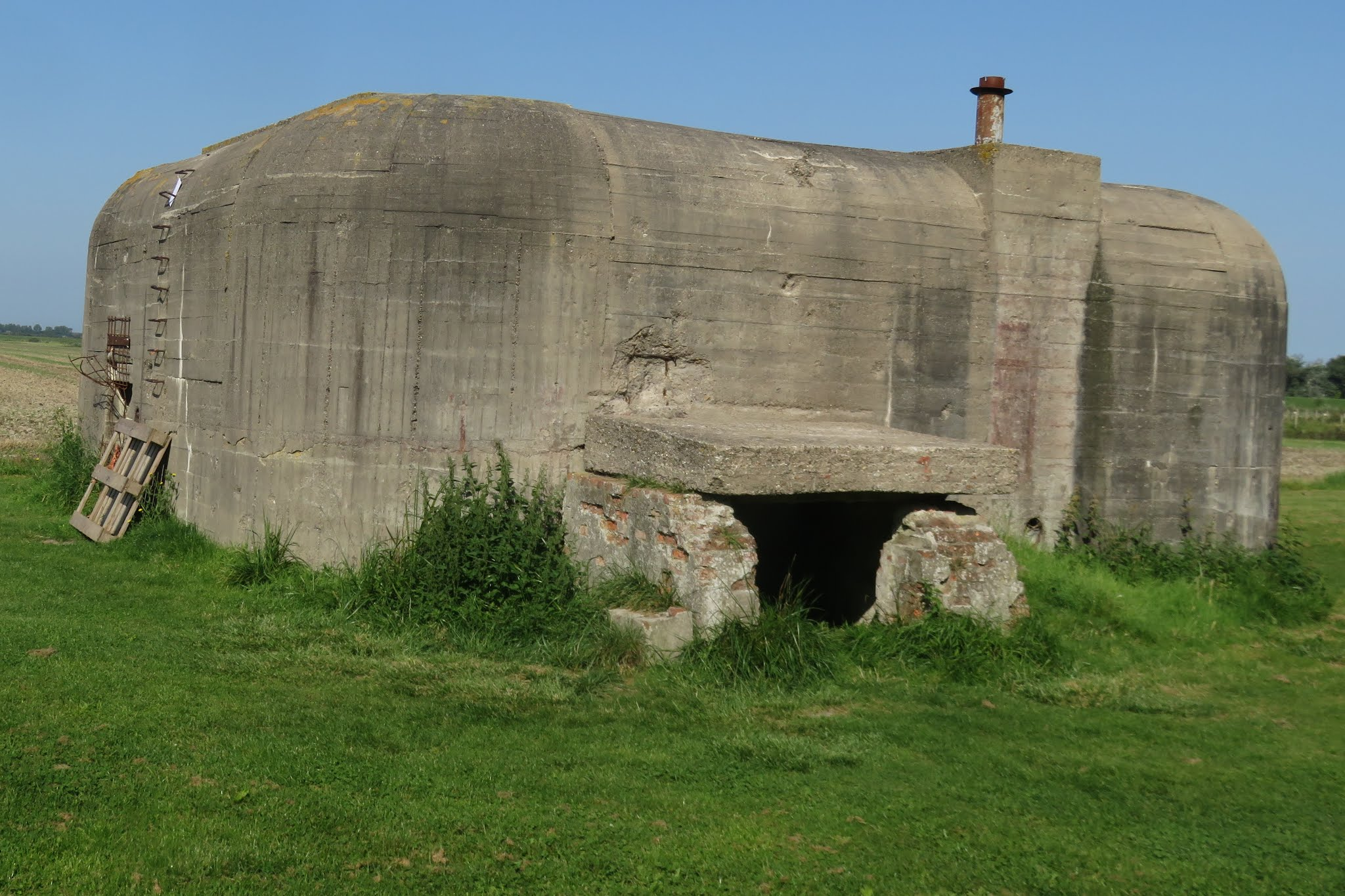
Bunker della seconda guerra mondiale nel parco Groede Podium

Groede (De Groe nel dialetto fiammingo occidentale) è una località balneare del sud-ovest dei Paesi Bassi, facente parte della provincia della Zelanda (Zeeland) e situata nella regione delle Fiandre zelandesi, dove si affaccia sulla Schelda Occidentale (l'estuario sul Mare del Nord del fiume Schelda). Ex-comune, dal 1970 accorpato alla municipalità di Oostburg e dal 2003 alla municipalità di Sluis, ha una popolazione di circa 900-1000 abitanti.

## Geografia fisica
Groede si trova a sud-ovest di Breskens e a nord-ovest di Schoondijke.
Il villaggio occupa un'area di 19,68 km², di cui 0,74 km² sono costituiti da acqua.

## Origini del nome
Il toponimo Groede, attestato in questa forma dal 1133, deriva dal termine antico olandese groede o grode, che significa letteralmente "terra che cresce".

## Storia

### Dalle origini ai giorni nostri
Il villaggio di Groede venne menzionato per la prima volta nel XII secolo in un documento dell'abbazia di San Pietro di Gand.
Nel XVII secolo, visse a Goede Jacob Cats, uno degli scrittori più popolari del Secolo d'Oro.
Nel 1840, il comune di Groede contava 178 case e 2 492 abitanti. Il comune di Groede venne soppresso il 31 marzo 1970.
Nel 1997, Groede iniziò a comparire stabilmente nelle mappe turistiche, dopodiché la località ha cominciato a ricevere circa 20.000 visitatori l'anno.

### Simboli
Nello stemma di Groede sono raffigurati un uomo primitivo e la Signora Giustizia.

## Monumenti e luoghi d'interesse
Groede vanta 15 edifici classificati come rijksmonument.

### Architetture religiose

#### Grote Kerk
Tra i principali edifici religiosi di Groede, figura la Grote Kerk ("chiesa grande"), situata al nr. 1 del Martk ed eretta in gran parte tra il 1632 e il 1634, ma le cui origini risalgono al XIII secolo e che presenta un campanile del XIV secolo.
All'interno della chiesa si trova un organo realizzato nel 1903 da J.F. Kruse.

#### Lutherse Kerk
Lungo la Molenstraat si trova invece la Lutherse Kerk ("chiesa luterana"), un ex-edificio religioso risalente al 1742 e dal 1998-1999 riconvertito in un edificio civilie.

#### Bavokerk
Altro ex-edificio religioso è la Bavokerk ("chiesa di San Bavone"), situata nella Schuitvlotstraat e realizzata nel 1833 su progetto dell'architetto P. Soffers e ricovertita in edificio civile nel 2004.

### Architetture militari

#### Bunker di Groede Podium
Lungo la Catsweg si trovano alcuni bunker della seconda guerra mondiale: il luogo, è stato successivamente trasformato in un parco divertimenti e ha preso il nome di Groede Podium.

## Società

### Evoluzione demografica
Al censimento del 2021, Groede contava una popolazione pari a 951 unità.
La popolazione al di sotto dei 16 anni era pari a 135 unità, mentre la popolazione dai 65 anni in su era pari a 246 unità.
La località ha conosciuto un progressivo decremento demografico dal 2018, quando contava 1 002 abitanti. Un decremento demografico si era registrato anche dal 2014 (quando Groede contava 1 022 abitanti) al 2017 (quando ne contava 982).

## Geografia antropica

### Suddivisioni amministrative
buurtschappen
- Boerehol
- Kruisdijk (in gran parte)
- Kruishoofd (in parte)